# Pablo Marín
Pablo Esteban Marín Luna (Cantone di Biblián, 22 agosto 1965) è un ex calciatore ecuadoriano, di ruolo centrocampista.

## Carriera

### Club
Ha sempre giocato nel campionato ecuadoriano.

### Nazionale
Con la maglia della Nazionale ha partecipato alla Copa América nel 1987.